# 張懷秋
張懷秋（英語：Harry Chang，1982年11月22日—），臺灣男歌手、演員、填词人，有1/4的韓國血統，肄業於舊金山州立大學。早期曾是主持人吳宗憲旗下「憲憲家族」成員，參與戲劇配角和歌曲MV演出。2006年以台灣嘻哈组合「大嘴巴」成員身分正式出道，在队内担任男主唱并参与歌詞創作。2016年组合解散后，主要以演员身分发展事业。

## 個人生活
張懷秋出生於台灣，在五歲時，因父親工作的關係舉家移民美國。其母親有一半的韓國血統，家中有兩個弟弟。

## 演藝生涯
2007年11月16日，推出大嘴巴首张同名专辑，懷秋以嘻哈組合「大嘴巴」成员开始在亞洲各地進行音樂活動。2008年7月5日，在第19屆金曲獎以《大嘴巴同名專輯》拿下最佳演唱組合獎。同年12月19日推出大嘴巴第2張專輯《王元口力口》，主打歌〈永遠在身邊〉(翻唱自青山黛瑪)、〈國王皇后〉及〈緊箍咒〉等。
2009年3月6日，推出大嘴巴首張日文專輯《結局、どうなの~? 》。同日大嘴巴擔任電影《愛到底》之黃子佼執導的《第六號瀏海》開場白演員。同年的第20屆金曲獎中，以《王元口力口》入圍最佳演唱組合獎。 2010年1月23日推出第3張專輯《万凸3》，主打歌〈Rock it〉、〈喇舌〉、〈Kiss〉。4月，三位男性成員與中國歌手張靓穎合作單曲〈辦不到〉，收錄於張靓穎《我相信》專輯。同年10月8日推出首張精選專輯《首部曲》，收录怀秋独唱抒情歌曲〈临时演员〉。2011年，在第22屆金曲獎以《万凸3》再度拿下最佳演唱組合獎。
2012年4月20日推出第4張專輯《流感》，主打歌〈你怕誰〉 。2015年5月8日，推出大嘴巴第5張專輯《有事嗎？》，主打歌〈Funky那個女孩〉与蓝心湄合作、专辑封面致敬经典电影《回到未来》，为大嘴巴的最后一张专辑。
2024年8月16日，怀秋主演电影《角頭—大橋頭》上映，饰演大反派「蝎子」，成为年度票房冠军。11月22日，怀秋回归歌手身份，发行首张个人单曲《DELETE》，不仅親自填詞，更由好友林俊傑作曲與製作。

## 音樂作品
- 大嘴巴同名專輯（2007）
- 王元口力口（2008年）
- 万凸3（2010年）
- 流感（2012年）
- 有事嗎？（2015年）

### 个人单曲
| 日期           | 歌名   | 作词   | 作曲   |
| -------------- | ------ | ------ | ------ |
| 2024年11月22日 | DELETE | 张怀秋 | 林俊杰 |

### 作词
| 年份 | 歌名           | 演唱者             | 收录专辑                 |
| ---- | -------------- | ------------------ | ------------------------ |
| 2017 | 四點四十四     | 林俊杰             | 伟大的渺小               |
| 2018 | Despacito 緩緩 | Luis Fonsi、林俊杰 | 非专辑单曲               |
| 2019 | Wonderland     | 林俊杰             | 非专辑单曲               |
| 2020 | 無濾鏡         | 林俊杰             | 非专辑单曲               |
| 2020 | 最好是         | 林俊杰             | 幸存者 · 如你            |
| 2021 | 我的錯         | 張懷顥             | Mike張懷顥Vol.1 創作專輯 |
| 2021 | You            | 張懷顥             | Mike張懷顥Vol.1 創作專輯 |
| 2022 | 無拘           | 林俊杰             | 非专辑单曲               |
| 2024 | 绝不绝         | 林俊杰             | 非专辑单曲               |

## 電視劇
| 年份 | 頻道                   | 劇名                 | 飾演          | 性質 |
| ---- | ---------------------- | -------------------- | ------------- | ---- |
| 2006 | 衛視中文台             | 《驚異傳奇》雙胞胎   | 調查員        |      |
| 2006 | 衛視中文台             | 《驚異傳奇》靈異相機 | 鑑識員        |      |
| 2009 | 台視、三立都會台       | 《敗犬女王》         | JJ            |      |
| 2009 | 台視、三立都會台       | 《下一站，幸福》     | 羅家達        |      |
| 2011 | 華視、超視             | 《拜金女王》         | 柯麥隆        |      |
| 2012 | 台視                   | 《半熟戀人》         | 楚亦成        |      |
| 2012 | 華視、東森綜合台       | 《粉愛粉愛你》       | 歐弟          | 客串 |
| 2012 | 三立都會台、東森綜合台 | 《真愛趁現在》       | 鄭雨翔        |      |
| 2013 | 台視、壹綜合           | 《惡男日記 》        | 馬辰光        |      |
| 2015 | 中視、東森綜合台       | 《必娶女人》         | 江前躍        |      |
| 2016 | 台視、TVBS歡樂台       | 《遺憾拼圖》         | 鄒少強（john) |      |
| 2022 | Netflix                | 《媽，別鬧了！》     | 金寶貝        | 客串 |

## 主持節目
| 年份      | 頻道       | 節目名稱                     | 性質         |
| --------- | ---------- | ---------------------------- | ------------ |
| 2010      | Channel V  | 《音樂飆榜》                 | 主持         |
| 2011-2016 | 三立都會台 | 《完全娛樂》                 | 主持         |
| 2021      | Netflix    | 《璀璨帝國》（Bling Empire） | 實境秀；客串 |

## 電影
| 年份 | 片名                     | 導演           | 飾演         |
| ---- | ------------------------ | -------------- | ------------ |
| 2009 | 《愛到底》〈第六號瀏海〉 | 黃子佼         | 引言演員     |
| 2012 | 《逆光飛翔》             | 張榮吉         | 阿嶽         |
| 2013 | 《聽見下雨的聲音》       | 方文山         | 文化節韓國隊 |
| 2014 | 《鐵獅玉玲瓏》           | 澎恰恰         | 阿發         |
| 2017 | 《請愛我的女朋友》       | 郭春暉、林清振 | 許樂         |
| 2019 | 《罪形》                 | 黃隆昌         | 黃嘉俊       |
| 2019 | 《艋舺偷天换日》         | 吴震亚,蔡旻桦  |              |
| 2023 | 《少男少女》             | 許立達         | 教練         |
| 2024 | 《叫我驅魔男神》         | 陳玫君         | 瘋吉         |
| 2024 | 《角頭—大橋頭》          | 姜瑞智         | 蠍子         |
| 2025 | 《角頭—鬥陣欸》          | 姜瑞智         | 蠍子         |
| 2026 | 《我的網紅女兒》         | 范揚仲         |              |

## 影集
| 年份   | 片名                        | 導演            | 飾演 |
| ------ | --------------------------- | --------------- | ---- |
| 待上映 | 《角頭》                    | 姜瑞智          | 蠍子 |
| 待上映 | 《你，敢不敢？CORPSE GO！》 | 邱柏昶（Birdy） |      |

## 音乐录影带(MV)
- 2005 柯有倫〈Forever Friend〉
- 2005 楊丞琳〈單眼皮〉
- 2013 林俊傑〈友人說〉
- 2014 林俊傑〈可惜沒如果〉
- 2015 曾之喬&阿沁〈見招拆招〉
- 2018 林俊傑〈我繼續〉
- 2018 梁文音〈還好〉
- 2018 梁文音〈轉折〉

## 書籍作品
- 《大嘴巴!yes!沖繩!》

## 獎項紀錄
| 年 份  | 頒獎典禮     | 獎項           | 作品           | 結果 |
| ------ | ------------ | -------------- | -------------- | ---- |
| 2008年 | 第19屆金曲獎 | 最佳演唱組合獎 | 《大嘴巴》     | 獲獎 |
| 2009年 | 第20屆金曲獎 | 最佳演唱組合獎 | 《王元口力口》 | 提名 |
| 2011年 | 第22屆金曲獎 | 最佳演唱組合獎 | 《万凸3》      | 獲獎 |